# Martin Seip
Martin Fredrik Seip, född 20 maj 1921 i Surnadal, död 6 maj 2001, var en norsk pediatriker.
Seip avlade medicinsk ämbetsexamen från Universitetet i Oslo 1947, blev medicine doktor 1953 och professor 1968. Han var verksam som överläkare vid Rikshospitalets barnklinik och tog 1959 initiativ till grundandet av Pediatrisk forskningsinstitutt. Institutet ledde han fram till 1976. Han var ordförande i Yngre legers forening från 1954 till 1957, i Norsk Pediatrisk Selskap från 1960 till 1962 och i Den norske legeforening från 1966 till 1969.
Seip utnämndes till riddare av 1:klassen av Sankt Olavs orden.